# João Barbosa

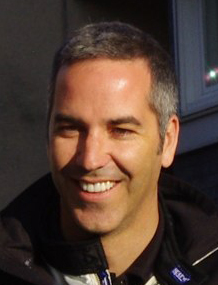
Barbosa 2011 in Le Mans

João Ricardo da Silva Coelho Barbosa (* 11. März 1975 in Porto) ist ein portugiesischer Automobilrennfahrer.

## Karriere
Barbosa begann seine Karriere, wie so viele Rennfahrer im Kartsport. Knapp dreizehn Jahre alt gewann er seine erste portugiesische Meisterschaft. 1994 wurde Barbosa Meister in der Formel-3-Meisterschaft seines Heimatlandes und ein Jahr später folgte ein weiterer Titel; diesmal blieb er in der italienischen Alfa-Boxter-Meisterschaft als Gesamtsieger erfolgreich.
Barbosa ist aber in erster Linie als Sportwagenpilot bekannt. 2004 gab er sein Debüt bei den 24 Stunden von Le Mans und nahm bis 2009 jedes Jahr daran teil. Seine bisher beste Platzierung in der Gesamtwertung war ein vierter Rang im Jahr 2007. Barbosa war für Rollcentre Racing am Start; gemeinsam mit Martin Short und Stuart Hall pilotierte er einen Pescarolo 01-Judd. Neben seinen Aktivitäten in Le Mans ist Barbosa auch im amerikanischen Sportwagensport aktiv. Für Action Express Racing fuhr von 2010 bis 2013 in der Rolex Sports Car Series, seit 2014 ist er in der United SportsCar Championship am Start. Sowohl 2010 (mit Mike Rockenfeller, Ryan Dalziel und Terry Borcheller) als auch 2014 (mit Christian Fittipaldi und Sebastien Bourdais) konnte er das Saisonhighlight, das 24-Stunden-Rennen von Daytona gewinnen. Im Jahr 2014 konnte er außerdem die Titel in der Prototypen-Klasse der United SportsCar Championship sowie der Sonderwertung für Langstreckenrennen, den North American Endurance Cup, gewinnen.
Ein weiterer Erfolg war der Gesamtsieg beim 12-Stunden-Rennen von Sebring 2015. Bis in die 2020er-Jahre fuhr Barbosa Rennen in der IMSA WeatherTech SportsCar Championship, wo er 2023 in der LMP3-Klasse aktiv war.

## Statistik

### Erfolge
- 1994: Sieger portugiesische Formel Ford Meisterschaft
- 1995: Sieger Formel Alfa Boxer Meisterschaft
- 1995: Sieger Formel Europa Boxer Meisterschaft
- 2010: Sieger 24-Stunden-Rennen von Daytona
- 2013: Sieger 6-Stunden-Rennen von Watkins Glen
- 2014: Sieger 24-Stunden-Rennen von Daytona
- 2014: Sieger Prototypen-Klasse der United SportsCar Championship
- 2014: Sieger Prototypen-Klasse des North American Endurance Cup

### Le-Mans-Ergebnisse
| Jahr | Team                | Fahrzeug     | Teamkollege        | Teamkollege    | Platzierung | Ausfallgrund |
| ---- | ------------------- | ------------ | ------------------ | -------------- | ----------- | ------------ |
| 2004 | Rollcentre Racing   | Dallara SP1  | Martin Short       | Rob Barff      | Ausfall     | Defekt       |
| 2005 | Rollcentre Racing   | Dallara SP1  | Martin Short       | Vanina Ickx    | Rang 16     |              |
| 2006 | Rollcentre Racing   | Radical SR9  | Martin Short       | Stuart Moseley | Rang 20     |              |
| 2007 | Rollcentre Racing   | Pescarolo 01 | Martin Short       | Stuart Hall    | Rang 4      |              |
| 2008 | Rollcentre Racing   | Pescarolo 01 | Stéphan Grégoire   | Vanina Ickx    | Rang 11     |              |
| 2009 | Pescarolo Sport     | Pescarolo 01 | Christophe Tinseau | Bruce Jouanny  | Rang 8      |              |
| 2011 | Level 5 Motorsports | Lola B08/60  | Christophe Bouchut | Scott Tucker   | Rang 10     |              |
| 2015 | Krohn Racing        | Ligier JS P2 | Niclas Jönsson     | Tracy Krohn    | Rang 32     |              |
| 2016 | Krohn Racing        | Ligier JS P2 | Niclas Jönsson     | Tracy Krohn    | Rang 22     |              |

### Sebring-Ergebnisse
| Jahr | Team                      | Fahrzeug                | Teamkollege          | Teamkollege        | Platzierung             | Ausfallgrund    |
| ---- | ------------------------- | ----------------------- | -------------------- | ------------------ | ----------------------- | --------------- |
| 2000 | MCR Nygmatech             | Porsche 911 Carrera RSR | Ian James            | Tim Robertson      | Rang 18                 |                 |
| 2004 | Rollcentre Racing         | Dallara LMP             | Rob Barff            | Martin Short       | Rang 5                  |                 |
| 2005 | Rollcentre Racing         | Dallara LMP             | Didier Theys         | Michael Krumm      | Ausfall                 | Getriebeschaden |
| 2010 | Extreme Speed Motorsports | Ferrari F430 GTC        | Guy Cosmo            | Ed Brown           | Rang 13                 |                 |
| 2011 | Level 5 Motorsports       | Lola B11/80             | Christophe Bouchut   | Scott Tucker       | Rang 33                 |                 |
| 2012 | Level 5 Motorsports       | HPD ARX-03b             | Christophe Bouchut   | Scott Tucker       | Rang 4                  |                 |
| 2014 | Action Express Racing     | Chevrolet Corvette DP   | Christian Fittipaldi | Sébastien Bourdais | Rang 3                  |                 |
| 2015 | Action Express Racing     | Chevrolet Corvette DP   | Christian Fittipaldi | Sébastien Bourdais | Gesamtsieg              |                 |
| 2016 | Action Express Racing     | Chevrolet Corvette DP   | Christian Fittipaldi | Filipe Albuquerque | Rang 3                  |                 |
| 2017 | Mustang Sampling Racing   | Cadillac DPi-V.R        | Christian Fittipaldi | Filipe Albuquerque | Rang 2                  |                 |
| 2018 | Mustang Sampling Racing   | Cadillac DPi-V.R        | Christian Fittipaldi | Filipe Albuquerque | Rang 16                 |                 |
| 2019 | Mustang Sampling Racing   | Cadillac DPi-V.R        | Brendon Hartley      | Filipe Albuquerque | Rang 3                  |                 |
| 2021 | Sean Creech Motorsport    | Ligier JS P320          | Yann Clairay         | Lance Willsey      | Rang 17                 |                 |
| 2022 | Sean Creech Motorsport    | Ligier JS P320          | Malthe Jakobsen      | Lance Willsey      | Rang 13 und Klassensieg |                 |
| 2023 | Sean Creech Motorsport    | Ligier JS P320          | Nico Pino            | Lance Willsey      | Rang 39                 |                 |
| 2024 | Sean Creech Motorsport    | Ligier JS P217          | Johnny Edgar         | Lance Willsey      | Rang 13                 |                 |

### Einzelergebnisse in der FIA-Langstrecken-Weltmeisterschaft
| Saison | Team                | Rennwagen    | 1   | 2   | 3   | 4   | 5   | 6   | 7   | 8   | 9   |
| ------ | ------------------- | ------------ | --- | --- | --- | --- | --- | --- | --- | --- | --- |
| 2012   | Level 5 Motorsports | HPD ARX-03b  | SEB | SPA | LEM | SIL | SAO | BAH | FUJ | SHA |     |
| 2012   | Level 5 Motorsports | HPD ARX-03b  | 4   |     |     |     |     |     |     |     |     |
| 2015   | Krohn Racing        | Ligier JS P2 | SIL | SPA | LEM | NÜR | AUS | FUJ | SHA | BAH |     |
| 2015   | Krohn Racing        | Ligier JS P2 | 32  |     |     |     |     |     |     |     |     |
| 2016   | Krohn Racing        | Ligier JS P2 | SIL | SPA | LEM | NÜR | MEX | AUS | FUJ | SHA | BAH |
| 2016   | Krohn Racing        | Ligier JS P2 | 22  |     |     |     |     |     |     |     |     |